# Maria Tselaridu
Maria Tselaridu (gr. Μαρία Τσελαρίδου; ur. 26 marca 1981) – grecka judoczka. Olimpijka z Aten 2004, gdzie odpadła w eliminacjach w wadze półlekkiej.
Startowała w Pucharze Świata w latach 2001-2004. Mistrzyni Grecji w 2009 roku.

## Letnie Igrzyska Olimpijskie 2004
| Konkurencja | Eliminacje                 | Klas. końcowa |
| Konkurencja | Przeciwnik I               | Miejsce       |
| ----------- | -------------------------- | ------------- |
| 52 kg       | Raffaella Imbriani (GER) P | I runda.      |